# Pardosa lusingana
Pardosa lusingana är en spindelart som beskrevs av Roewer 1959. Pardosa lusingana ingår i släktet Pardosa och familjen vargspindlar. Inga underarter finns listade i Catalogue of Life.